# Pürrhón
Pürrhón (Πύρρων, I. e. 360 – I. e. 270) Pleisztarkhosz fia, éliszi görög filozófus, az első, akit a szkeptikus filozófusok sorában ismerünk, a pürrhonizmus megalapítója.

## Élete
Diogenész Laertiosz, a „Filozófiában jeleskedők élete és nézetei”-ben írja Pürrhónról, hogy eredetileg festő volt, majd elkezdett filozófiával foglalkozni és először „Brüszont, Stilpon fiát” hallgatta, majd az abderai Anaxarkhosz tanítványa lett.
334-ben Anaxarkhosszal részt vett Nagy Sándor keleti hadjáratában és tíz éven át járta a világot. A hadjárat során eljutott Indiába is ahol megismerkedett a gümnoszofistákkal, a mágusokkal és a taoistákkal. A taoista kínai filozófia juttathatta arra a gondolatra, hogy a wu wei, azaz a „nemcselekvés” szerint kell élni.
Diogenész Laertiosz azt írta Pürrhónról, hogy a közömbösség, a magába zárkózás, elvonulás az emberektől és a lemondás minden versengésről volt rá jellemző. „Mindig ugyanabban a lelkiállapotban volt.”

## Filozófiája

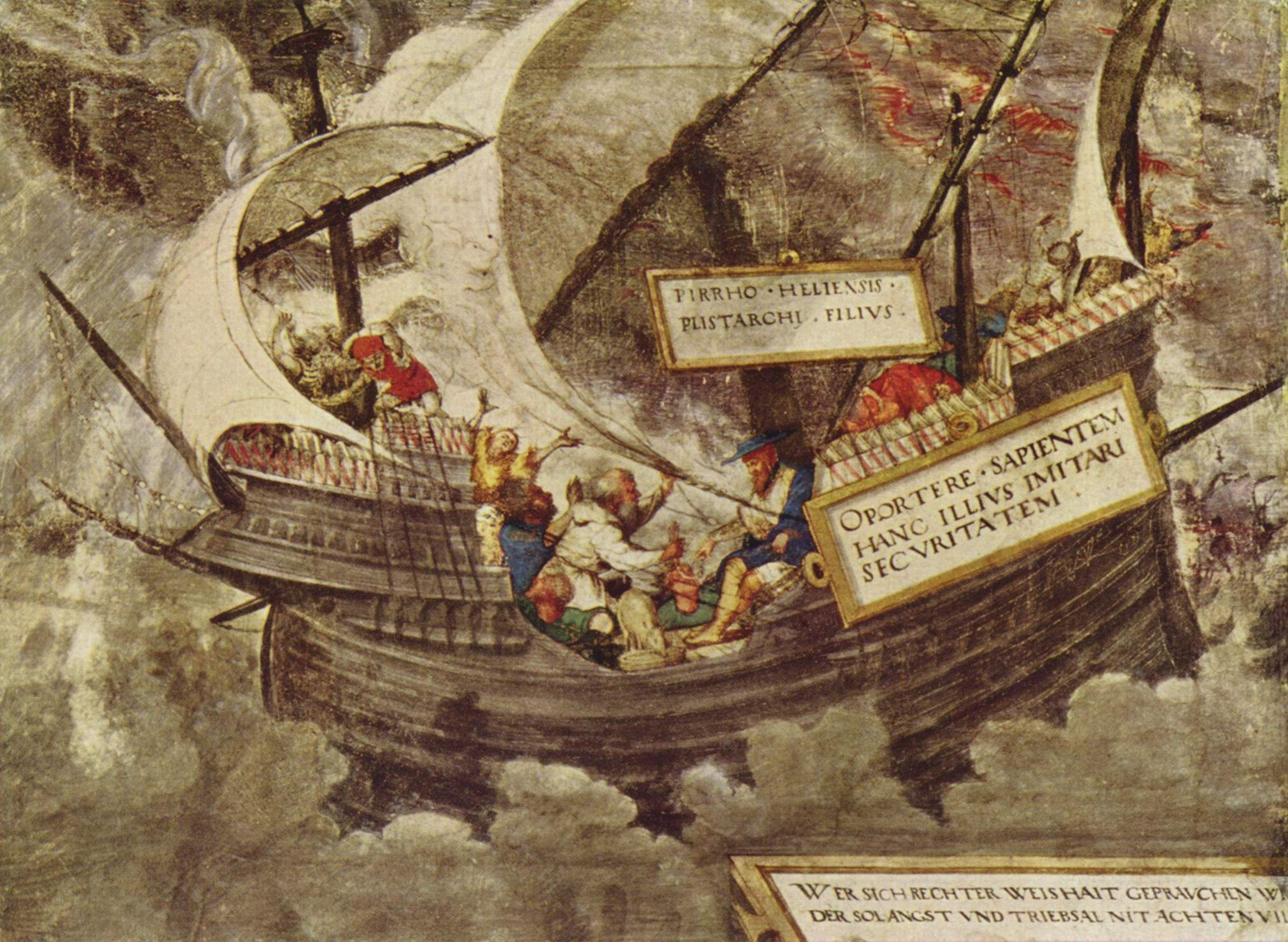
Pürrhón

Pürrhón nem hagyott hátra írott műveket, így tanításait tanítványa, Timón foglalta írásba, részben prózai, részben verses formában.
Indiai látogatásának következménye volt, hogy elhatározta, hogy ezentúl a legnemesebb úton fog filozofálni és bevezette a megragadhatatlanságon és ítéletfelfüggesztésen alapuló bölcseletfajtát amit ma szkeptikus gondolkodásként ismerünk.
Filozófiájának alapköve az volt, hogy minden ítélettől tartózkodni kell (epokhé), azaz olyan tudati állapot elérése a végcél, amivel a többi ember véleményét lehetetlenné válik elfogadnunk vagy elvetnünk. További elvek: a véleménytől való tartózkodás (aphaszia) és a megzavarhatatlanság (ataraxia), vagyis az aggódás hiánya.
Ismeretelméleti és etikai gondolatokkal foglalkozott, tanítása szerint semmi sem szép vagy rút, igazságos vagy igazságtalan: ezek az értékítéletek az emberi konvención alapulnak. A dolgok számunkra felfoghatatlanok, a róluk tett kijelentések és azok negációi egyforma értékűek, ezért a kijelentések nem közölnek a világról semmit. A filozófus ismeretelméleti feladata az „epokhé” (görög nyelven: visszafogás), vagyis az ítéletek felfüggesztése. Ennek az ismeretelméleti szkepticizmusnak etikai konzekvenciája az a tétel, hogy az emberi boldogság szempontjából minden külső tényező közömbös. A bölcs feladata az, hogy lelkének zavartalan nyugalmát („ataraxia”) az események közepette megőrizze.
A szkeptikus filozófiának Pürrhón tanításával párhuzamosan kialakult másik irányzata a középső Akadémia elmélete volt. A késői szkeptikusok: Aineszidémosz és követői megint Pürrhón tanításaihoz nyúltak vissza, s filozófiájukat pürrhónizmusnak kezdték nevezni. Így tesz Sextus Empiricus is, amikor egyik művének a „Pürrhóneioi hüpotüpószeisz” (Pürrhóni vázlatok) címet adja: iratában nem Pürrhón tanítását, hanem a szkeptikus filozófia egészét tárgyalja.

## Pürrhónról fennmaradt történetek
Pürrhón teljesen közömbös volt minden iránt, ami körülötte vagy vele történt. Olyan történetek maradtak fenn róla, hogy például akkor is folytatta a beszélgetést, ha közben a beszélgetőtársa otthagyta.
Állítólag közömbösen elsétált tanítómestere, Anaxarkhosz mellett, amikor az egy mocsárba esvén fuldokolni kezdett. Az emberek elítélték ezért a tettért Pürrhónt, a mocsárból közben kimenekült Anaxarkhosz azonban megdicsérte közömbösségét.
Otthonról is úgy ment el mindig, hogy nem szólt senkinek, és az utcán sem törődött senkivel és semmivel. Ezt a lelkiállapotát csak néhány hirtelen érzelmi felindulás szakította félbe, ami Pürrhón szerint kiirthatatlan az emberi természetből: „hiszen nehéz teljesen levetkőzni az embert”.